# Terrence Boyd
Terrence Anthony Boyd (* 16. Februar 1991 in Bremen) ist ein deutsch-US-amerikanischer Fußballspieler. Er steht beim SV Waldhof Mannheim unter Vertrag.

## Karriere

### Verein

#### Hertha BSC
Boyd begann seine Karriere in den Jugendmannschaften diverser kleinerer Vereine. Er war für den 1. FC Burg, den TSV Lesum-Burgdamm, den SC Weyhe, der LTS Bremerhaven und den FC Bremerhaven aktiv und wechselte in der Winterpause der Saison 2008/09 zu Hertha BSC. Im ersten halben Jahr spielte Boyd den größten Teil in der zweiten Mannschaft (U-23) in der viertklassigen Regionalliga Nord. Außerdem kam er zu fünf Einsätzen in der A-Jugend (U-19). Ähnlich sahen seine Einsatzzeiten in der Saison 2009/10 aus. Zur Saison 2010/11 war Boyd aufgrund seines Alters nicht mehr für die A-Jugend spielberechtigt. In seinem ersten kompletten Jahr im Seniorenbereich wurde er Stammspieler und zu einer festen Größe im Team. Insgesamt erzielte er in zweieinhalb Spielzeiten 15 Tore in 44 Einsätzen.

#### Borussia Dortmund
Zur Saison 2011/12 wechselte Boyd zu Borussia Dortmund in dessen zweite Mannschaft (U-23), die in der viertklassigen Regionalliga West spielte. Auch hier wurde er auf Anhieb Stammspieler. Am 22. Oktober 2011 stand Boyd erstmals im 18-Mann-Kader zu einem Bundesligaspiel der ersten Mannschaft, beim 5:0-Sieg gegen den 1. FC Köln wurde er allerdings nicht eingewechselt. In der Hinrunde erzielte er für die zweite Mannschaft in 15 Einsätzen zehn Treffer. Weitere zehn Tore in der Rückrunde bedeuteten für ihn mit 20 Saisontreffern Platz zwei der Torschützenliste und für die Dortmunder Reserve die Meisterschaft der Regionalliga.

#### SK Rapid Wien
Zur Saison 2012/13 wechselte Boyd in die österreichische Bundesliga zum SK Rapid Wien. Er erhielt einen Dreijahresvertrag bis zum 30. Juni 2015.
In seinem ersten Ligaspiel (gegen den FC Wacker Innsbruck) verzeichnete er zwei Treffer und eine Torvorlage. Auch am Einzug des SK Rapid in die Gruppenphase der Europa League 2012/13 war er beteiligt. In der dritten Qualifikationsrunde holte Boyd gegen Vojvodina Novi Sad in der Nachspielzeit der zweiten Halbzeit den Elfmeter, der Rapid das 1:0 brachte, heraus und erhöhte kurze Zeit später selbst auf 2:0. Im Play-off-Spiel gegen PAOK Saloniki markierte er beim 3:0-Heimsieg den Treffer zum 2:0 und erreichte mit Rapid die Gruppenphase.

#### RB Leipzig
Zur Saison 2014/15 wechselte Boyd zurück nach Deutschland, wo er sich RB Leipzig anschloss. Er unterschrieb beim Zweitligaaufsteiger einen Dreijahresvertrag bis zum 30. Juni 2017. Im Dezember 2014 erlitt Boyd im Zweitligaspiel gegen den FC Ingolstadt 04 einen Kreuzbandriss und fiel für mehr als anderthalb Jahre aus. In der Saison 2016/17 gab er in der Regionalliga-Reserve sein Comeback im Stadt-Derby gegen den 1. FC Lokomotive Leipzig (1:0).

#### SV Darmstadt 98
Am 24. Januar 2017 unterschrieb Boyd beim Bundesligisten SV Darmstadt 98 einen Vertrag bis Juni 2018. Am 28. Januar 2017 gab er bei der 1:6-Heimniederlage gegen den 1. FC Köln sein Debüt für die Lilien. Bei seinem dritten Spiel für diesen Verein erzielte er am 20. Spieltag gegen Borussia Dortmund sein erstes Bundesliga-Tor. Am Ende der Bundesligasaison 2016/17 stieg Boyd mit Darmstadt in die 2. Liga ab, nachdem er sieben Spiele absolviert hatte. In seiner zweiten Saison kam er als Auswechselspieler auf 24 Einsätze und vier Tore. Auch in seiner letzten Saison für die Südhessen blieb er Auswechselspieler und kam so auf nur 13 Einsätze.

#### Toronto FC
Nach Öffnung des Transferfensters der US-amerikanischen Major League Soccer Anfang Februar 2019 verpflichtete das kanadische Franchise Toronto FC den Angreifer für die Saison 2019. Boyd lief jedoch nur elfmal in der Liga sowie zweimal in der CONCACAF Champions League auf, ohne einen Treffer oder eine Vorlage beisteuern zu können.

#### Hallescher FC
Ende Juli unterschrieb Boyd beim Drittligisten Hallescher FC einen Zweijahresvertrag. In der Saison 2020/21 kam er in 35 Drittligaspielen auf 18 Treffer und spielte drei Spiele davon als Kapitän. Im Mai 2021 unterlag er mit Halle beim Finale des Sachsen-Anhalt-Pokals mit 2:3 gegen den 1. FC Magdeburg.

#### 1. FC Kaiserslautern
Im Januar 2022 wechselte Boyd innerhalb der 3. Liga zum 1. FC Kaiserslautern. Er war von Beginn an im Sturmzentrum gesetzt und erzielte im ersten halben Jahr acht Tore, die mit zum Aufstieg in die 2. Liga beitrugen. Obwohl er erst in der Winterpause zur Mannschaft stieß, war er damit in der Aufstiegssaison der beste Torschütze des Teams. In der folgenden Zweitligasaison war er 13-mal als Torschütze erfolgreich und wurde erneut der Spieler mit den meisten Toren beim 1. FC Kaiserslautern und Sechster der Torschützenliste der 2. Fußball-Bundesliga 2022/23. Es wurde damit die beste Zweitligasaison seiner bisherigen Karriere. In der Hinrunde der Saison 2023/24 war Boyd zumeist jedoch nur noch Reservespieler und kam erst nach einer Verletzung von Ragnar Ache zu mehreren Startelf-Einsätzen.

#### SV Waldhof Mannheim
Im Januar 2024 wechselte er zum SV Waldhof Mannheim.

### Nationalmannschaft

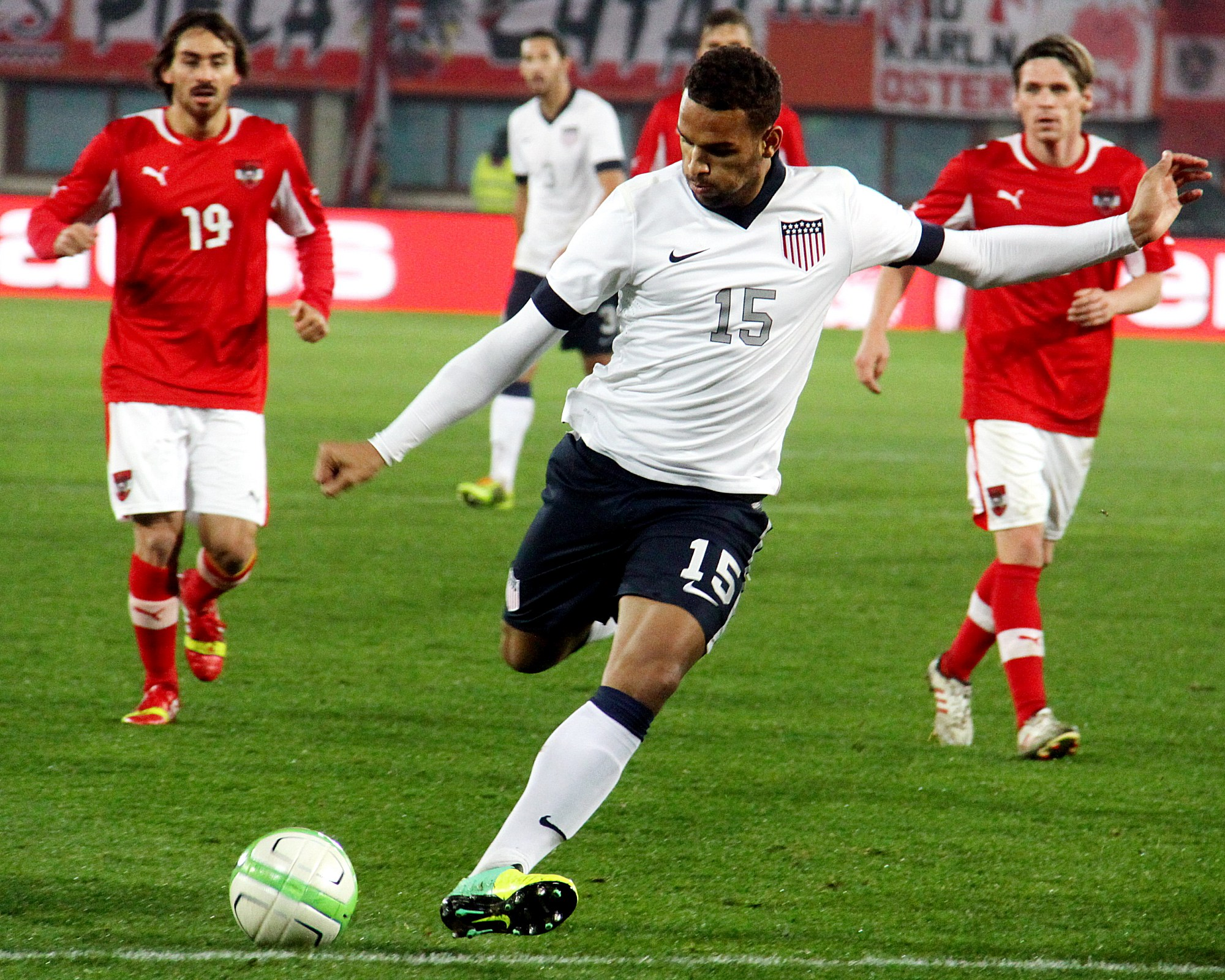
Terrence Boyd im Spiel der USA gegen Österreich am 19. November 2013 im Ernst-Happel-Stadion, Wien.

Boyd spielte zweimal für die U-20 und die U-23 der USA. Am 23. Februar 2012 wurde er von Nationaltrainer Jürgen Klinsmann in den Kader der US-amerikanischen A-Nationalmannschaft nominiert. Beim überraschenden 1:0-Auswärtssieg in Genua über Italien am 29. Februar 2012 wurde Boyd in der 78. Spielminute für Jozy Altidore eingewechselt. Auch beim 1:0-Sieg im August 2012 im Aztekenstadion zu Mexiko-Stadt gegen Mexiko, dem ersten Auswärtssieg einer Nationalmannschaft der Vereinigten Staaten gegen Mexiko, und beim 4:3-Sieg am 2. Juni 2013 in Washington gegen Deutschland wurde er eingesetzt.
In der Qualifikation für die Weltmeisterschaft 2014 in Brasilien kam er zu drei Einsätzen und qualifizierte sich mit den USA für die Endrunde. Er wurde allerdings nicht für den endgültigen Kader berücksichtigt.

## Erfolge
RB Leipzig
- Aufstieg in die Bundesliga: 2016

1. FC Kaiserslautern
- Aufstieg in die 2. Fußball-Bundesliga: 2022

## Persönliches
Boyd ist der Sohn eines afroamerikanischen Soldaten und einer Deutschen. Nach dem Ende des Zweiten Golfkriegs lebte die Familie für ein Jahr im New Yorker Bezirk Queens, bis sich die Eltern scheiden ließen und Terrence mit seiner Mutter zurück nach Bremen zog. Während seiner Zeit in der Jugendabteilung von Hertha BSC erlangte er sein Fachabitur und begann später während seines Engagements in Leipzig ein Studium der Medien- und Kommunikationswissenschaft. Im Juli 2016 wurden Boyd und seine Lebensgefährtin Jasmine Eltern einer Tochter. Am 15. Oktober 2019 wurde Boyd zum zweiten Mal Vater einer Tochter.

## Sonstiges
2019 eröffnete Boyd als Mitinhaber und Namensgeber in Mannheim mit dem „Boyd’s“ sein erstes eigenes Café.
2023–2024 war er Co-Host in der ersten Staffel des Fußball-Podcasts Copa TS von Tommi Schmitt.